# Opština Žitište
Opština Žitište (v srbské cyrilici Општина Житиште, maďarsky Bégaszentgyörgy község) je základní jednotka územní samosprávy v autonomní oblasti Vojvodina na severu Srbska. V roce 2011 zde žilo 16 841 obyvatel. Sídlem správy opštiny je město Žitište. Sama opština se nachází u hranice s Rumunskem; její obyvatelstvo je kromě srbské i maďarské a rumunské národnosti.

## Sídla
Pod tuto opštinu spadají následující sídla:
| - Banatski Dvor (1263) - Banatsko Karađorđevo (2508) - Banatsko Višnjićevo (384) - Čestereg (1391) | - Hetin (763) - Međa (1155) - Novi Itebej (1315) - Ravni Topolovac (1352) | - Srpski Itebej (2405) - Torak (2850) - Torda (1771) - Žitište (3242) |